# Grand Prix automobile d'Italie 1957
GP précédent GP suivant
Le Grand Prix d'Italie 1957 (XXVIII° Gran Premio d'Italia), disputé sur le circuit de Monza le 8 septembre 1957, est la soixante-quatrième épreuve du championnat du monde de Formule 1 courue depuis 1950 et la huitième et dernière manche du championnat 1957.

## Contexte avant le Grand Prix

### Le championnat du monde
La quatrième année de la Formule 1 2,5 litres (moteur 2 500 cm3 atmosphérique ou 750 cm3 suralimenté, carburant libre) marque un tournant dans l'histoire du championnat du monde, avec l'avènement d'une monoplace britannique, la Vanwall, qui avec Stirling Moss a surclassé à deux reprises les monoplaces italiennes qui dominaient la discipline depuis le retrait de Mercedes-Benz deux ans plus tôt. La couronne mondiale reste cependant sur les épaules de Juan Manuel Fangio, sacré avant terme grâce à un début de saison parfait et à une fantastique démonstration de pilotage sur le Nürburgring au volant de sa Maserati, lors de l'antépénultième épreuve. Le titre étant joué, le principal enjeu du Grand Prix d'Italie, dernière manche de la saison, est l'attribution de la place de dauphin, que vont se disputer Stirling Moss et le 'ferrariste' Luigi Musso.

### Le circuit

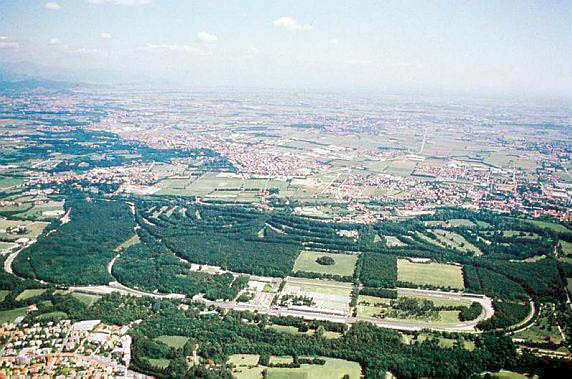
Vue aérienne de l'autodrome de Monza. On distingue le tracé de l'anneau de vitesse, qui ne sera pas utilisé pour l'édition 1957.

Créé en 1922, l'autodrome de Monza est l'un des circuits les plus rapides d'Europe. Son tracé permet de combiner une partie routière et un anneau de vitesse, mais à la suite des problèmes de pneumatiques survenus en 1956 sur l'anneau, les promoteurs de l’épreuve ont cette année organisé la course de formule sur la seule partie routière. À cette occasion, le tracé (qui développe 5,75 kilomètres) a été très légèrement modifié au niveau de la sortie de la 'Curva Parabolica', dernier virage avant les stands. En 1954, José Froilán González s'était attribué le record du circuit routier à 187,7 km/h de moyenne au volant de sa Ferrari F1, sur l'ancien tracé de 6,3 kilomètres. L'évolution des monoplaces au cours des trois dernières années devrait permettre d'approcher désormais les 200 km/h au tour.

## Monoplaces en lice
- Maserati 250F "Usine"

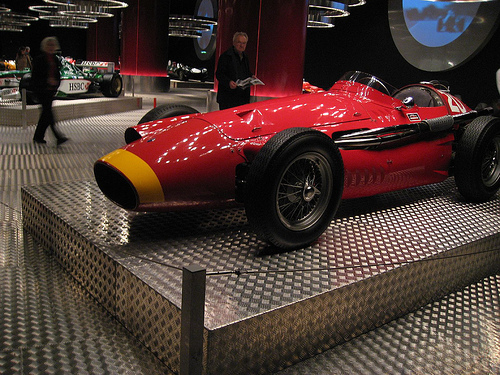
Une Maserati 250F 'Lightweight'.

L'usine a engagé cinq 250F, un modèle dont les débuts remontent à 1954. Seuls Juan Manuel Fangio et Harry Schell disposent des dernières 'Lightweight', apparues en début de saison, versions allégées pesant 620 kg. Très homogène, la 'Lightweight' s'est révélée redoutable sur les circuits sinueux, en particulier aux mains de Fangio qui a remporté deux courses sur trois cette saison, malgré une puissance inférieure à ses concurrentes (son six cylindres fournit 270 chevaux, soit une quinzaine de moins que les Ferrari et Vanwall). Jean Behra dispose quant à lui de la version à moteur V12, plus lourde mais développant plus de 300 chevaux. Cette version n'a jusqu'alors jamais disputé une épreuve mondiale. Giorgio Scarlatti et Francisco Godia disposent quant à eux de modèles moins récents, à empattement court et moteur six cylindres. Six 250F non officielles sont également présentes : deux engagées par la Scuderia Centro Sud pour Masten Gregory et Joakim Bonnier, ainsi que les monoplaces privées de Luigi Piotti,  Horace Gould, Bruce Halford et Ottorino Volonterio, ce dernier partageant son volant avec André Simon.
- Ferrari 801 "Usine"

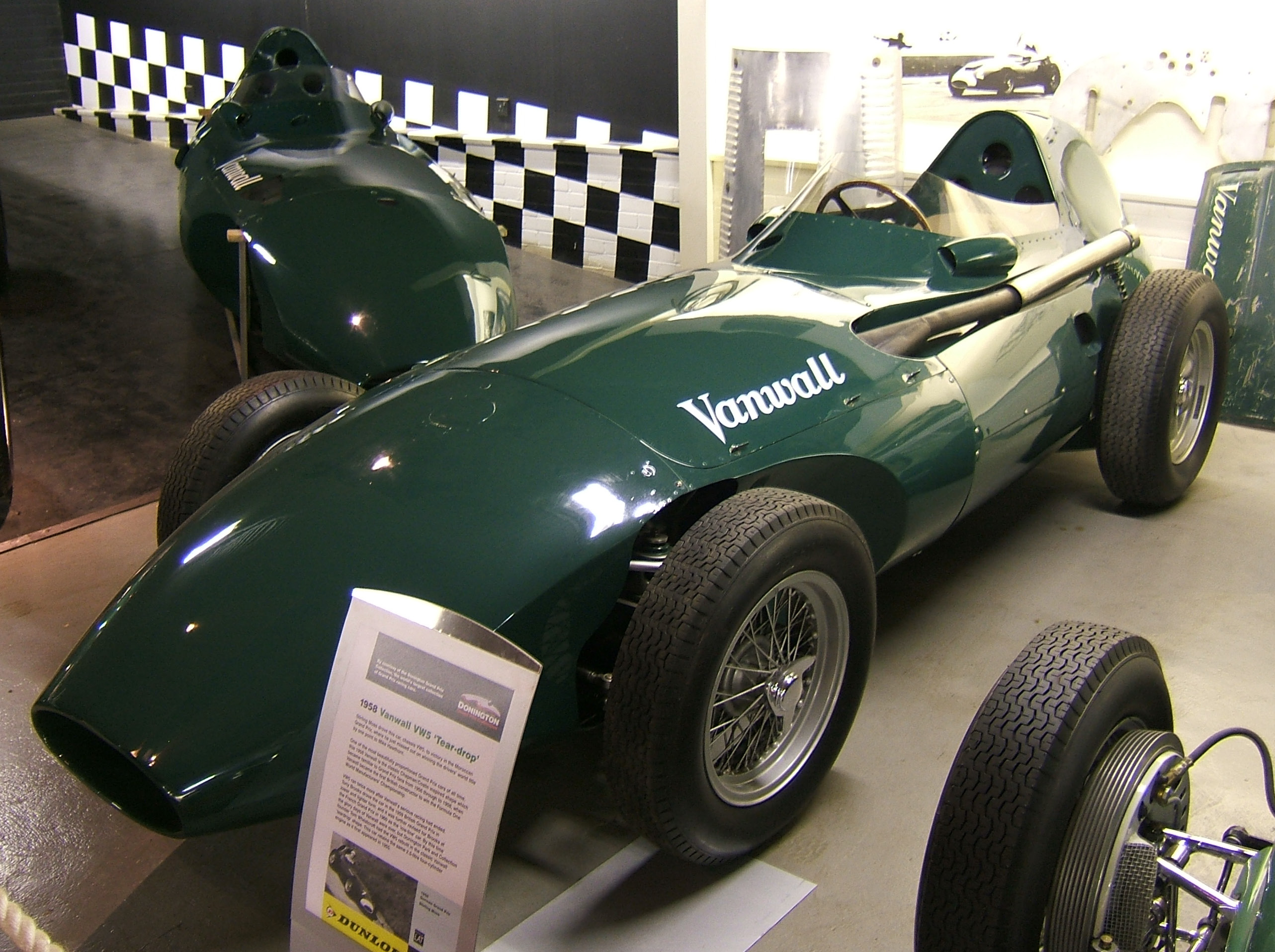
La Vanwall de 1957.

Les démêlés entre Enzo Ferrari et le gouvernement italien au sujet de l'accident des Mille Miglia sont en passe d'être réglés, et la Scuderia a préparé quatre 801 (650 kg, moteur V8 semi-porteur, environ  285 chevaux) pour ses trois pilotes habituels (Peter Collins, Luigi Musso et Mike Hawthorn), épaulés par le pilote allemand Wolfgang von Trips qui sort de convalescence après un accident survenu quelques mois plus tôt sur le Nürburgring.
- Vanwall VW "Usine"

Comme à Pescara, le constructeur britannique engage trois voitures pour Stirling Moss, Tony Brooks et Stuart Lewis-Evans. Par rapport à l'épreuve précédente, les monoplaces ont été légèrement améliorées : de nouveaux radiateurs de refroidissement ont été adoptés et la puissance du moteur quatre cylindres dépasse désormais les 290 chevaux au banc. Grâce à leur faible poids (580 kg) et leur profilage, les Vanwall sont les plus rapides en pointe. Elles bénéficient en outre d'un excellent système de freinage à disques Dunlop.

## Coureurs inscrits
| no | Pilote                          | Écurie                    | Constructeur | Modèle            | N° châssis | Moteur       | Pneumatiques |
| -- | ------------------------------- | ------------------------- | ------------ | ----------------- | ---------- | ------------ | ------------ |
| 2  | Juan Manuel Fangio              | Officine Alfieri Maserati | Maserati     | Maserati 250F     | 2529       | Maserati L6  | P            |
| 4  | Harry Schell                    | Officine Alfieri Maserati | Maserati     | Maserati 250F     | 2528       | Maserati L6  | P            |
| 6  | Jean Behra                      | Officine Alfieri Maserati | Maserati     | Maserati 250F V12 | 2531       | Maserati V12 | P            |
| 8  | Giorgio Scarlatti               | Officine Alfieri Maserati | Maserati     | Maserati 250F     | 2501       | Maserati L6  | P            |
| 10 | Francisco Godia                 | Officine Alfieri Maserati | Maserati     | Maserati 250F     | 2524       | Maserati L6  | P            |
| 12 | Luigi Piotti                    | Privé                     | Maserati     | Maserati 250F     | 2519       | Maserati L6  | P            |
| 14 | Horace Gould                    | Gould's Garage            | Maserati     | Maserati 250F     | 2514       | Maserati L6  | D            |
| 16 | Bruce Halford                   | Privé                     | Maserati     | Maserati 250F     | 2504       | Maserati L6  | D            |
| 18 | Stirling Moss                   | Vandervell Products       | Vanwall      | Vanwall VW        | VW5        | Vanwall L4   | P            |
| 20 | Stuart Lewis-Evans              | Vandervell Products       | Vanwall      | Vanwall VW        | VW7        | Vanwall L4   | P            |
| 22 | Tony Brooks                     | Vandervell Products       | Vanwall      | Vanwall VW        | VW6        | Vanwall L4   | P            |
| 24 | Joakim Bonnier                  | Scuderia Centro Sud       | Maserati     | Maserati 250F     | 2522       | Maserati L6  | P            |
| 26 | Masten Gregory                  | Scuderia Centro Sud       | Maserati     | Maserati 250F     | 2511       | Maserati L6  | P            |
| 28 | Ottorino Volonterio André Simon | Ottorino Volonterio       | Maserati     | Maserati 250F     | 2515       | Maserati L6  | P            |
| 30 | Peter Collins                   | Scuderia Ferrari          | Ferrari      | Ferrari 801       | D50/0008   | Ferrari V8   | E            |
| 32 | Luigi Musso                     | Scuderia Ferrari          | Ferrari      | Ferrari 801       | D50/0010   | Ferrari V8   | E            |
| 34 | Mike Hawthorn                   | Scuderia Ferrari          | Ferrari      | Ferrari 801       | D50/0009   | Ferrari V8   | E            |
| 36 | Wolfgang von Trips              | Scuderia Ferrari          | Ferrari      | Ferrari 801       | D50/0006   | Ferrari V8   | E            |

## Qualifications
Les séances d'essais qualificatifs se déroulent les vendredi et samedi après-midi précédant la course.

### Séance du vendredi 6 septembre
Il fait chaud lorsque débute la première séance d'essais, et les premiers temps réalisés ne permettent pas de juger du potentiel des voitures. Mais au fur et à mesure que la température commence à baisser, les plus rapides s'approchent de la barre des 200 km/h de moyenne. Tony Brooks, sur sa Vanwall, va être le premier à la franchir, réalisant un tour en 1 min 43 s 3 (200,4 km/h). Il est battu presque aussitôt d'un dixième de seconde par son coéquipier Stirling Moss (200,6 km/h). Juan Manuel Fangio, sur sa Maserati, parvient à égaler le temps de Moss. Ce dernier repart alors pour une série de tours très rapides, achevant la séance avec un chrono d'1 min 42 s 7, soit 201,6 km/h. Malgré tous les efforts de Fangio, la Maserati est dominée en vitesse pure, et le champion du monde va finalement échouer à quatre dixièmes de Moss, réalisant néanmoins la seconde performance de la journée.

### Séance du samedi 7 septembre
Il fait encore plus chaud que la veille, le samedi, et beaucoup pensent ne pas pouvoir améliorer leurs performances dans ces conditions. Au volant de la Maserati V12, Jean Behra parvient toutefois à réaliser 1 min 43 s 9, égalant le temps obtenu par Brooks la veille. Ce dernier prend aussitôt la piste, tournant en 1 min 43 s 2, puis en 1 42 s 7, à seulement deux dixièmes de secondes du meilleur temps de la première séance. C'est finalement son coéquipier Stuart Lewis-Evans qui va mettre tout le monde d'accord en fin de séance, avec un chrono d'1 min 42 s 5, qu'il fait tomber ensuite à 1 min 42 s 4 (202,1 km/h), le jeune pilote britannique décrochant sa première pole position. Avec Moss second et Brooks troisième, ce sont les trois Vanwall britanniques qui vont monopoliser la première ligne, reléguant les Maserati de Fangio et Behra à la seconde. Les organisateurs italiens ne vont cependant pas accepter cette situation : la disposition de grille 3/2/3, initialement prévue, va devenir 4/3/4, la largeur de la piste devant les stands l'autorisant. Cet artifice permet la présence d'une voiture italienne en première ligne et la Maserati rouge de Fangio s’élancera finalement aux côtés des trois Vanwall vertes !

### Résultats
| Pos. | Pilote             | Écurie   | Temps        | Écart    |
| ---- | ------------------ | -------- | ------------ | -------- |
| 1    | Stuart Lewis-Evans | Vanwall  | 1 min 42 s 4 | -        |
| 2    | Stirling Moss      | Vanwall  | 1 min 42 s 7 | + 0 s 3  |
| 3    | Tony Brooks        | Vanwall  | 1 min 42 s 9 | + 0 s 5  |
| 4    | Juan Manuel Fangio | Maserati | 1 min 43 s 1 | + 0 s 7  |
| 5    | Jean Behra         | Maserati | 1 min 43 s 9 | + 1 s 5  |
| 6    | Harry Schell       | Maserati | 1 min 45 s 1 | + 2 s 7  |
| 7    | Peter Collins      | Ferrari  | 1 min 45 s 3 | + 2 s 9  |
| 8    | Wolfgang von Trips | Ferrari  | 1 min 45 s 5 | + 3 s 1  |
| 9    | Luigi Musso        | Ferrari  | 1 min 45 s 7 | + 3 s 3  |
| 10   | Mike Hawthorn      | Ferrari  | 1 min 46 s 1 | + 3 s 7  |
| 11   | Masten Gregory     | Maserati | 1 min 48 s 9 | + 6 s 5  |
| 12   | Giorgio Scarlatti  | Maserati | 1 min 49 s 2 | + 6 s 8  |
| 13   | Joakim Bonnier     | Maserati | 1 min 49 s 7 | + 7 s 3  |
| 14   | Bruce Halford      | Maserati | 1 min 51 s 6 | + 9 s 2  |
| 15   | Francisco Godia    | Maserati | 1 min 52 s 2 | + 9 s 8  |
| 16   | André Simon        | Maserati | 1 min 52 s 8 | + 10 s 4 |
| 17   | Luigi Piotti       | Maserati | 1 min 52 s 9 | + 10 s 5 |
| 18   | Horace Gould       | Maserati | 1 min 53 s 7 | + 11 s 3 |

## Grille de départ du Grand Prix
| 1re ligne | Pos. 4                        |                               | Pos. 3                        |                               | Pos. 2                      |                                 | Pos. 1                           |
|           | Fangio Maserati 1 min 43 s 1  |                               | Brooks Vanwall 1 min 42 s 9   |                               | Moss Vanwall 1 min 42 s 7   |                                 | Lewis-Evans Vanwall 1 min 42 s 4 |
| 2e ligne  |                               | Pos. 7                        |                               | Pos. 6                        |                             | Pos. 5                          |                                  |
|           |                               | Collins Ferrari 1 min 45 s 3  |                               | Schell Maserati 1 min 45 s 1  |                             | Behra Maserati 1 min 43 s 9     |                                  |
| 3e ligne  | Pos. 11                       |                               | Pos. 10                       |                               | Pos. 9                      |                                 | Pos. 8                           |
|           | Gregory Maserati 1 min 48 s 9 |                               | Hawthorn Ferrari 1 min 46 s 1 |                               | Musso Ferrari 1 min 45 s 7  |                                 | Trips Ferrari 1 min 45 s 5       |
| 4e ligne  |                               | Pos. 14                       |                               | Pos. 13                       |                             | Pos. 12                         |                                  |
|           |                               | Halford Maserati 1 min 51 s 6 |                               | Bonnier Maserati 1 min 49 s 7 |                             | Scarlatti Maserati 1 min 49 s 2 |                                  |
| 5e ligne  | Pos. 18                       |                               | Pos. 17                       |                               | Pos. 16                     |                                 | Pos. 15                          |
|           | Gould Maserati 1 min 53 s 7   |                               | Piotti Maserati 1 min 52 s 9  |                               | Simon Maserati 1 min 52 s 8 |                                 | Godia Maserati 1 min 52 s 2      |

## Déroulement de la course
Il fait chaud lorsque le drapeau se baisse, en début d'après-midi. Les trois Vanwall de Stirling Moss, Stuart Lewis-Evans et Tony Brooks sont les plus promptes au départ, et abordent la 'Curva Grande' en tête devant la Maserati de Juan Manuel Fangio. Comme à son habitude, ce dernier ne prend aucun risque au cours du premier tour et se fait rapidement déborder par son coéquipier Jean Behra et par Luigi Musso, très bien parti au volant de sa Ferrari. Behra parvient à s'intercaler entre les Vanwall et lorsque les monoplaces repassent devant les tribunes, il est second, dans le sillage de Moss, et talonné par Lewis-Evans et Brooks. Viennent ensuite, roues dans roues, Musso, Fangio et Peter Collins (Ferrari). Au cours du deuxième tour, Fangio repasse Musso et rejoint le groupe de tête, toujours emmené par Moss. Grâce au phénomène d'aspiration, pendant quelques tours, Behra et Fangio parviennent à tenir le rythme des trois monoplaces britanniques, extrêmement véloces. Exploitant les 300 chevaux de son moteur V12, Behra se porte en tête à deux reprises dans la ligne droite des stands, sans toutefois se détacher de ses poursuivants. Il est bientôt relayé la première place par Fangio, qui malgré une voiture moins puissante réussit à se maintenir devant, au prix de spectaculaires démonstrations de dérapage contrôlé dans les courbes rapides. Après dix tours, le champion du monde précède de peu les trois Vanwall et son coéquipier Behra. Au suivant, Brooks déborde Fangio et va mener la course durant cinq tours, avant de laisser la place à Lewis-Evans qui va imposer son rythme jusqu'au vingtième tour. L'équipe Vanwall connaît alors une première alerte, Brooks s'arrêtant longtemps à son stand pour faire décoincer sa commande d'accélérateur et repartant avec plus d'un tour de retard. Repassé en tête, Moss entraîne Lewis-Evans dans son sillage avant que celui-ci ne doive également s'arrêter, culasse fendue. Après une réparation de fortune, le jeune Anglais repartira bon dernier avec quatre tours de retard.
Désormais seul rescapé de l'équipe britannique, Moss mène toujours devant les Maserati de Fangio et Behra, qui commencent à perdre un peu de terrain. Ils précèdent de plus d'une minute leur coéquipier Harry Schell, puis viennent, encore plus loin, les trois Ferrari de Collins, Hawthorn et Musso, tandis que Brooks est déjà remonté en huitième position. Au début du vingt-huitième tour, Behra s'arrête pour ravitailler et remplacer ses pneus arrière, laissant Moss et Fangio seuls en lutte pour la victoire, tandis que Schell et Collins, respectivement troisième et quatrième, sont en passe d'être rattrapés par les leaders, alors que le tiers de la course n'est pas encore atteint. Behra est maintenant cinquième, avec plus d'un tour de retard. Hawthorn, sixième, est talonné par Brooks, auteur d'une belle remontée après son arrêt ; ce dernier parvient à dépasser son compatriote lors du vingt-neuvième tour, mais doit malheureusement stopper à nouveau, à cause dúne importante fuite d'huile qui va lui faire perdre plusieurs tours. En tête, Moss est parvenu à prendre le large et compte maintenant neuf secondes d'avance sur Fangio, qui isolé ne peut plus bénéficier de l'aspiration pour compenser la moindre puissance de son moteur et perd progressivement du terrain. Seule une défaillance de la voiture de tête pourrait retourner la situation au profit de Maserati ; c'est cependant cette dernière qui est touchée, Schell devant renoncer à sa troisième place au cours du trente-troisième tour à cause d'une fuite d'huile. L'intervention de ses mécaniciens ne va pas permettre de fixer le problème, et le pilote américain, reparti en dernière position, abandonne peu après.
La domination de la Vanwall de Moss est totale : le pilote britannique a pris un tour à tous ses adversaires, à l'exception de Fangio qui continue à donner le maximum. Le champion du monde va cependant devoir s'arrêter au quarante-et-unième tour pour remplacement de ses pneus arrière, repartant après le passage du leader, toujours en seconde position mais avec deux minutes de retard. Collins et Hawthorn sont nettement plus loin, devant la Maserati de Giorgio Scarlatti et la Ferrari de Wolfgang von Trips, très distancées, alors que Musso a perdu beaucoup de temps, victime d'importantes vibrations de sa monoplaces. Sauf incident, la course est jouée : la Vanwall de tête tourne comme une horloge, contrairement à la Maserati de Behra dont le V12 surchauffe, entraînant son abandon au quarante-neuvième tour. Collins connaît également des problèmes de moteur et, après un premier arrêt, renonce à la fin du soixante-deuxième tour. Son coéquipier Hawthorn lui succède à la troisième place, mais devra également s'arrêter à dix tours de l'arrivée pour faire réparer une conduite d'essence, perdant trois places. Par sécurité Moss effectue également un passage par les stands pour un ravitaillement en huile, permettant à Fangio de se dédoubler, sans toutefois menacer le Britannique qui termine la course avec encore une quarantaine de secondes d'avance sur le champion du monde, remportant sa seconde victoire consécutive à Monza, confirmant la supériorité des Vanwall sur les monoplaces italiennes en cette fin de saison. Si Maserati a pu sauver l'honneur grâce à Fangio, méritant second, le bilan est plus sévère pour Ferrari dont les monoplaces ont été incapables de se mêler à la course en tête, seuls les nombreux abandons ayant permis à Wolfgang von Trips d'obtenir la troisième place, à plus de deux tours du vainqueur. Le pilote allemand précède Masten Gregory, premier pilote privé sur sa Maserati, et Schell qui après son abandon a relayé son coéquipier Scarlatti. 

### Classements intermédiaires
Classements intermédiaires des monoplaces aux premier, troisième, sixième, dixième, quinzième, vingtième, trentième, quarantième, cinquantième et soixantième tours.

### Classement de la course
| Pos  | No | Pilote                          | Écurie   | Tours | Temps/Abandon                 | Grille | Points |
| ---- | -- | ------------------------------- | -------- | ----- | ----------------------------- | ------ | ------ |
| 1    | 18 | Stirling Moss                   | Vanwall  | 87    | 2 h 35 min 03 s 9             | 2      | 8      |
| 2    | 2  | Juan Manuel Fangio              | Maserati | 87    | 2 h 35 min 45 s 1 (+ 41 s 2)  | 4      | 6      |
| 3    | 36 | Wolfgang von Trips              | Ferrari  | 85    | 2 h 36 min 42 s 8 (+ 2 tours) | 8      | 4      |
| 4    | 26 | Masten Gregory                  | Maserati | 84    | 2 h 35 min 10 s 8 (+ 3 tours) | 11     | 3      |
| 5    | 8  | Giorgio Scarlatti Harry Schell  | Maserati | 84    | 2 h 36 min 17 s 8 (+ 3 tours) | 12     | 1      |
| 6    | 34 | Mike Hawthorn                   | Ferrari  | 83    | 2 h 36 min 18 s 6 (+ 4 tours) | 10     |        |
| 7    | 22 | Tony Brooks                     | Vanwall  | 82    | + 5 tours                     | 3      | 1      |
| 8    | 32 | Luigi Musso                     | Ferrari  | 82    | + 5 tours                     | 9      |        |
| 9    | 10 | Francisco Godia                 | Maserati | 81    | + 6 tours                     | 15     |        |
| 10   | 14 | Horace Gould                    | Maserati | 78    | + 9 tours                     | 18     |        |
| 11   | 28 | André Simon Ottorino Volonterio | Maserati | 72    | + 15 tours                    | 16     |        |
| Abd. | 30 | Peter Collins                   | Ferrari  | 62    | Moteur                        | 7      |        |
| Abd. | 20 | Stuart Lewis-Evans              | Vanwall  | 49    | Moteur                        | 1      |        |
| Abd. | 6  | Jean Behra                      | Maserati | 49    | Surchauffe moteur             | 5      |        |
| Abd. | 16 | Bruce Halford                   | Maserati | 47    | Moteur                        | 14     |        |
| Abd. | 4  | Harry Schell                    | Maserati | 34    | Fuite d'huile                 | 6      |        |
| Abd. | 24 | Jo Bonnier                      | Maserati | 31    | Surchauffe moteur             | 13     |        |
| Abd. | 12 | Luigi Piotti                    | Maserati | 3     | Moteur                        | 17     |        |

### Pole position et record du tour
- Pole position :  Stuart Lewis-Evans en 1 min 42 s 4 (vitesse moyenne : 202,148 km/h). Temps réalisé lors de la séance d'essais du samedi 7 septembre[6].
- Meilleur tour en course :  Tony Brooks en 1 min 43 s 7 au soixante-quatorzième tour (vitesse moyenne : 199,614 km/h).

### Tours en tête
- Stirling Moss  : 72 tours (1-3 / 5 / 11 / 21-87)
- Jean Behra : 2 tours (4 / 6)
- Juan Manuel Fangio : 4 tours (7-10)
- Tony Brooks : 4 tours (12-15)
- Stuart Lewis-Evans : 5 tours (16-20)

## Classement final du championnat
- attribution des points : 8, 6, 4, 3, 2 respectivement aux cinq premiers de chaque épreuve et 1 point supplémentaire pour le pilote ayant accompli le meilleur tour en course (signalé par un astérisque)
- Le règlement permet aux pilotes de se relayer sur une même voiture, les points éventuellement acquis étant alors partagés. En Argentine, González et Portago marquent un point chacun pour leur cinquième place. Brooks et Moss marquent chacun quatre points pour leur victoire en Grande-Bretagne. En Italie, Scarlatti et Schell marquent chacun un point pour leur cinquième place.
- Sur neuf épreuves qualificatives initialement prévues pour le championnat du monde 1957, huit seront effectivement courues, le Grand Prix de Belgique, programmé le 2 juin, et le Grand Prix des Pays-Bas, programmé le 16 juin[8], ayant été annulés. À la suite de ces défections, la Commission sportive internationale a intégré le Grand Prix de Pescara (épreuve traditionnellement hors championnat) au calendrier mondial.

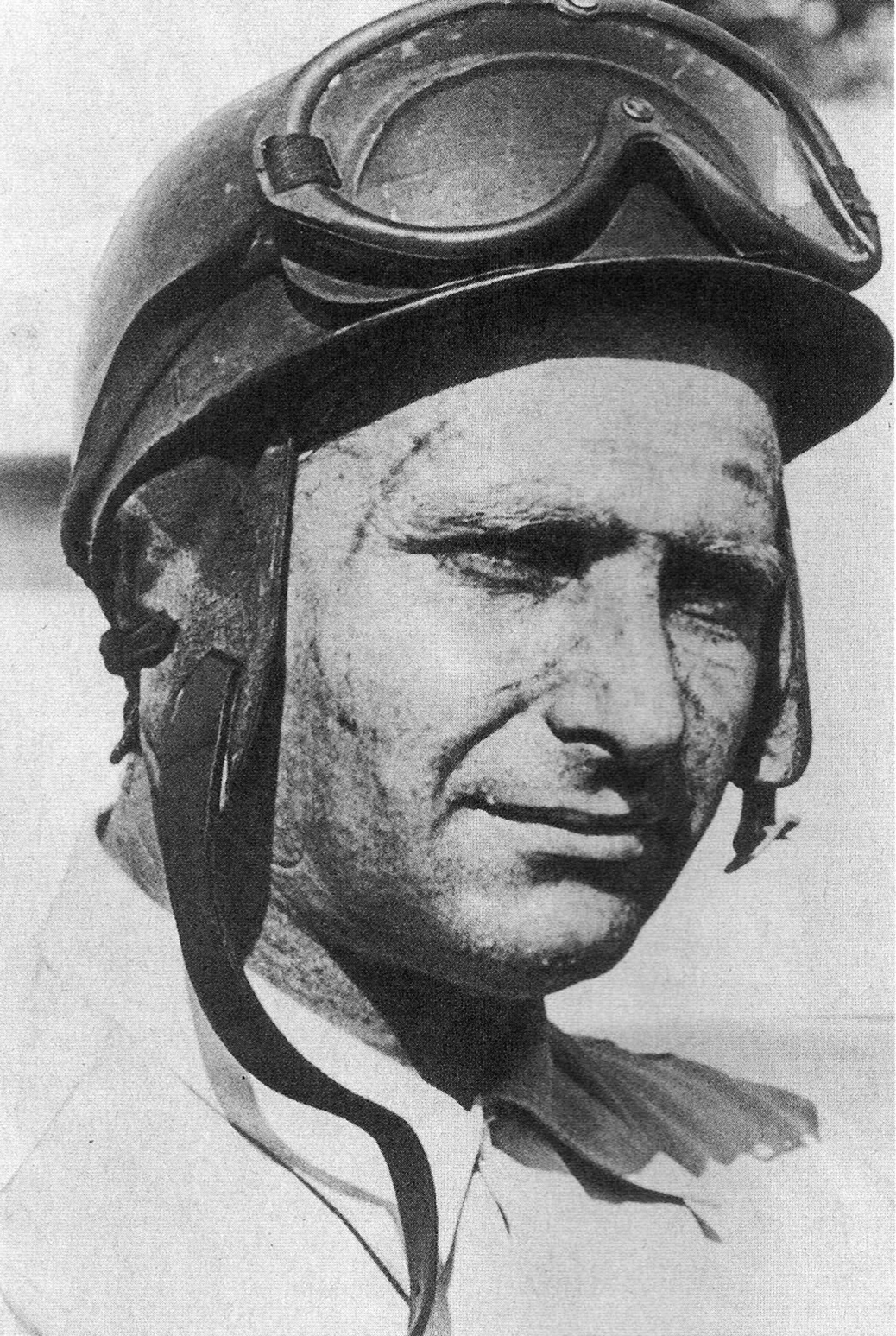
Juan Manuel Fangio, champion du monde pour la cinquième fois.

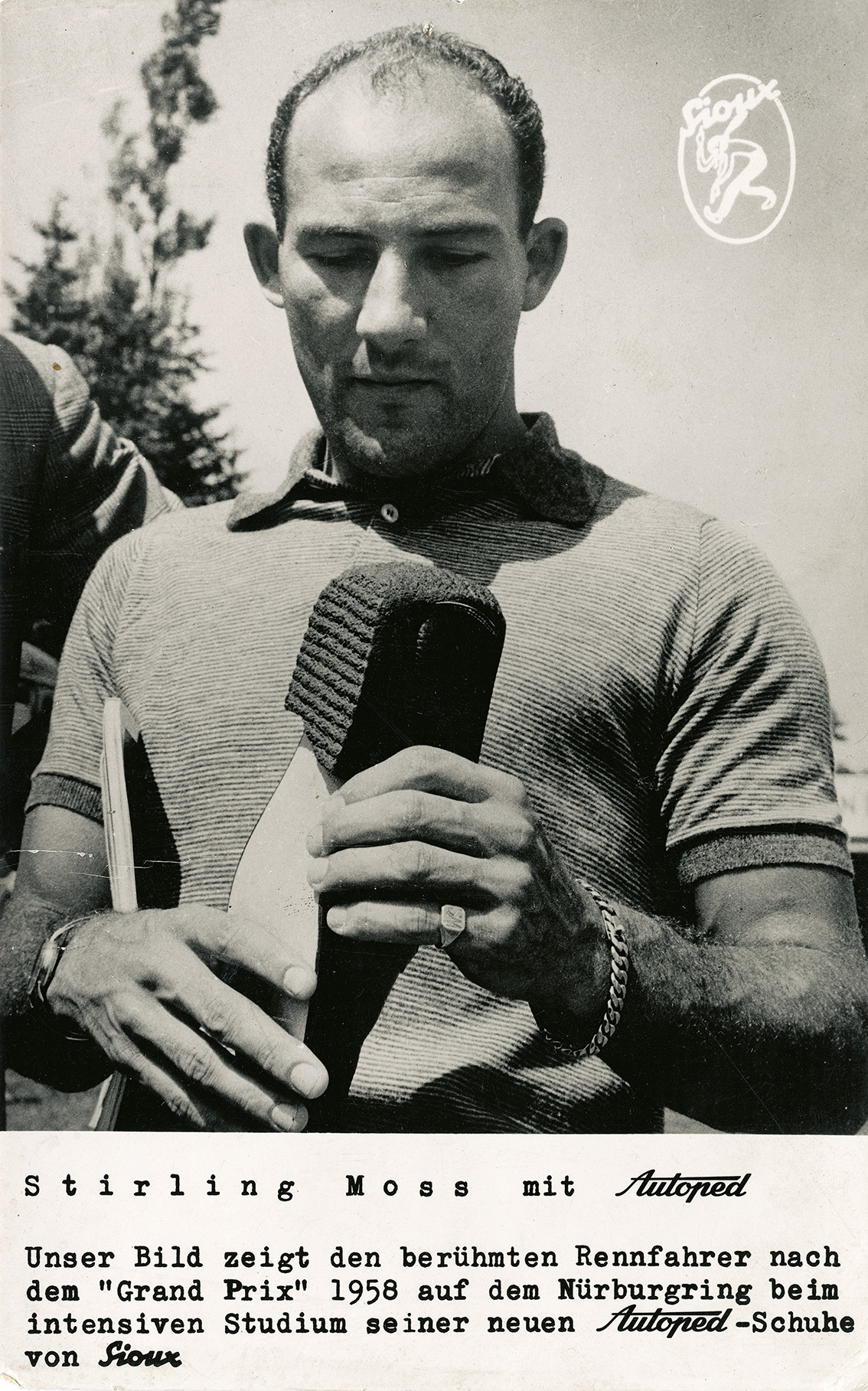
Stirling Moss, dauphin de Fangio pour la troisième année consécutive.

| Pos. | Pilote                | Écurie              | Points | ARG | MON | 500 | FRA | GBR | ALL | PES | ITA |
| ---- | --------------------- | ------------------- | ------ | --- | --- | --- | --- | --- | --- | --- | --- |
| 1    | Juan Manuel Fangio    | Maserati            | 46     | 8   | 9*  | -   | 8   | -   | 9*  | 6   | 6   |
| 2    | Stirling Moss         | Maserati & Vanwall  | 25     | 1*  | -   | -   | -   | 5*  | 2   | 9*  | 8   |
| 3    | Luigi Musso           | Ferrari             | 16     | -   | -   | -   | 7*  | 6   | 3   | -   | -   |
| 4    | Mike Hawthorn         | Ferrari             | 13     | -   | -   | -   | 3   | 4   | 6   | -   | -   |
| 5    | Tony Brooks           | Vanwall             | 11     | -   | 6   | -   | -   | 4   | -   | -   | 1*  |
| 6    | Masten Gregory        | Maserati            | 10     | -   | 4   | -   | -   | -   | -   | 3   | 3   |
|      | Harry Schell          | Maserati            | 10     | 3   | -   | -   | 2   | -   | -   | 4   | 1   |
| 8    | Sam Hanks             | Epperly             | 8      | -   | -   | 8   | -   | -   | -   | -   | -   |
|      | Peter Collins         | Ferrari             | 8      | -   | -   | -   | 4   | -   | 4   | -   | -   |
| 10   | Jim Rathmann          | Epperly             | 7      | -   | -   | 7*  | -   | -   | -   | -   | -   |
| 11   | Jean Behra            | Maserati            | 6      | 6   | -   | -   | -   | -   | -   | -   | -   |
| 12   | Maurice Trintignant   | Ferrari             | 5      | -   | 2   | -   | -   | 3   | -   | -   | -   |
|      | Stuart Lewis-Evans    | Connaught & Vanwall | 5      | -   | 3   | -   | -   | -   | -   | 2   | -   |
| 14   | Carlos Menditéguy     | Maserati            | 4      | 4   | -   | -   | -   | -   | -   | -   | -   |
|      | Jimmy Bryan           | Kuzma               | 4      | -   | -   | 4   | -   | -   | -   | -   | -   |
|      | Wolfgang von Trips    | Ferrari             | 4      | -   | -   | -   | -   | -   | -   | -   | 4   |
| 17   | Paul Russo            | Kurtis Kraft        | 3      | -   | -   | 3   | -   | -   | -   | -   | -   |
| 18   | Andy Linden           | Kurtis Kraft        | 2      | -   | -   | 2   | -   | -   | -   | -   | -   |
|      | Roy Salvadori         | Cooper              | 2      | -   | -   | -   | -   | 2   | -   | -   | -   |
| 20   | José Froilán González | Ferrari             | 1      | 1   | -   | -   | -   | -   | -   | -   | -   |
|      | Alfonso de Portago    | Ferrari             | 1      | 1   | -   | -   | -   | -   | -   | -   | -   |
|      | Giorgio Scarlatti     | Maserati            | 1      | -   | -   | -   | -   | -   | -   | -   | 1   |

## À noter
- 6e victoire en championnat du monde pour Stirling Moss.
- 3e victoire en championnat du monde pour Vanwall en tant que constructeur.
- 3e victoire en championnat du monde pour Vanwall en tant que motoriste.

- Voitures copilotées[9] : 
  - no 8 : Giorgio Scarlatti (45 tours) et Harry Schell (39 tours) qui se partagent les deux points de la cinquième place.
  - no 28 : André Simon (41 tours) et Ottorino Volonterio (31 tours).